# Fritz Eberhard
Fritz Eberhard (* 2. Oktober 1896 in Dresden als Adolf Arthur Egon Hellmuth Freiherr von Rauschenplat; † 30. März 1982 in Berlin) war ein deutscher Journalist, sozialdemokratischer Politiker sowie als ISK-Mitglied antifaschistischer Widerstandskämpfer. Eberhard war von 1949 bis 1958 Intendant des Süddeutschen Rundfunks.

## Leben

### Hellmuth von Rauschenplat
Rauschenplat stammte aus dem gleichnamigen Adelsgeschlecht von Rauschenplat, das bereits im Mittelalter im Hochstift Hildesheim beurkundet ist. Er nahm 1914 ein Studium der Staatswissenschaften in Frankfurt am Main, Heidelberg und Tübingen auf, welches er – durch eine dreijährige Kriegsteilnahme von 1915–1918 unterbrochen – 1920 mit einer Promotion abschloss. In dieser Zeit entwickelte er sich zum Anhänger der philosophischen Ideen von Robert Wilbrandt und Leonard Nelson und schloss sich 1921 dessen Internationalem Jugendbund (IJB) an, aus dem 1926 der Internationale Sozialistische Kampfbund (ISK) hervorging. 1922 trat er auch der SPD bei (aus der er 1925 ausgeschlossen wurde) sowie den Jungsozialisten. Zugleich lehrte er von 1923 bis 1931 an der ISK-Schule Landerziehungsheim Walkemühle bei Melsungen Ökonomie. In der Redaktion der Tageszeitung des ISK, Der Funke, war er 1932/33 für wirtschaftspolitische Fragen zuständig.

### Widerstand und Exil
1933 nach der Machtübernahme der NSDAP musste Rauschenplat wegen eines Haftbefehls untertauchen und nahm hier auch seinen späteren Namen Fritz Eberhard an, den er von 1947 an offiziell trug. Von 1934 an war er der Reichsleiter der illegalen ISK-Strukturen in Deutschland. Zudem beteiligte er sich in führender Position am Aufbau der Unabhängigen Sozialistischen Gewerkschaft (USG). Zugleich arbeitete Eberhard eng mit den in der ITF organisierten Eisenbahner-Widerstandsgruppen um Hans Jahn zusammen. Dabei hielt er auch den Kontakt zur Exilleitung des ISK um Willi Eichler in London. Gleichzeitig schrieb er bis zu deren Verbot 1937 unter Pseudonym Artikel für die Stuttgarter Sonntagszeitung. 1936/1937 plante er mit Hilda Monte und Hans Lehnert unter Lebensgefahr Sprengstoffattentate auf Adolf Hitler. Sie kamen aber nicht zur Ausführung, da die Gestapo von der Arbeit der Widerstandsgruppe erfahren hatte. Ende November 1937, nach der Zerschlagung der ISK-Untergrundstrukturen durch die Gestapo, konnte Eberhard über Zürich und Paris nach London fliehen. 1939 trennte er sich vom ISK. In den folgenden Jahren arbeitete Eberhard mit Waldemar von Knoeringen und Richard Löwenthal eng zusammen, so beim Sender der europäischen Revolution, und war als Journalist für Zeitungen tätig. Er engagierte sich auch beim German Educational Reconstruction Committee (G.E.R.) und in der Landesgruppe deutscher Gewerkschafter in Großbritannien.

### Rückkehr nach Deutschland
Im April 1945 konnte Eberhard mit Hilfe des OSS nach Deutschland zurückkehren, im Oktober des gleichen Jahres trat er wieder der SPD bei, für die er 1946 in den Landtag von Württemberg-Baden gewählt wurde. Gleichzeitig nahm er am Wiederaufbau eines demokratischen Rundfunkwesens teil. Er gehörte 1948/49 dem Parlamentarischen Rat an, wo er vor allem bei der Verankerung des Rechts auf Kriegsdienstverweigerung im Grundgesetz eine führende Rolle spielte.
Von 1949 bis 1958 leitete Eberhard als Intendant den Süddeutschen Rundfunk. Von 1961 bis 1968 war er Direktor und Honorarprofessor am Institut für Publizistik der FU Berlin als Nachfolger von Emil Dovifat.
1979 wurde Eberhard gemeinsam mit Axel Eggebrecht mit der Carl-von-Ossietzky-Medaille ausgezeichnet. 1981 bekam er eine besondere Ehrung beim Adolf-Grimme-Preis. Bereits im September 1956 war Fritz Eberhard von Bundespräsident Theodor Heuss mit dem Großen Verdienstkreuz des Verdienstordens der Bundesrepublik Deutschland ausgezeichnet worden.

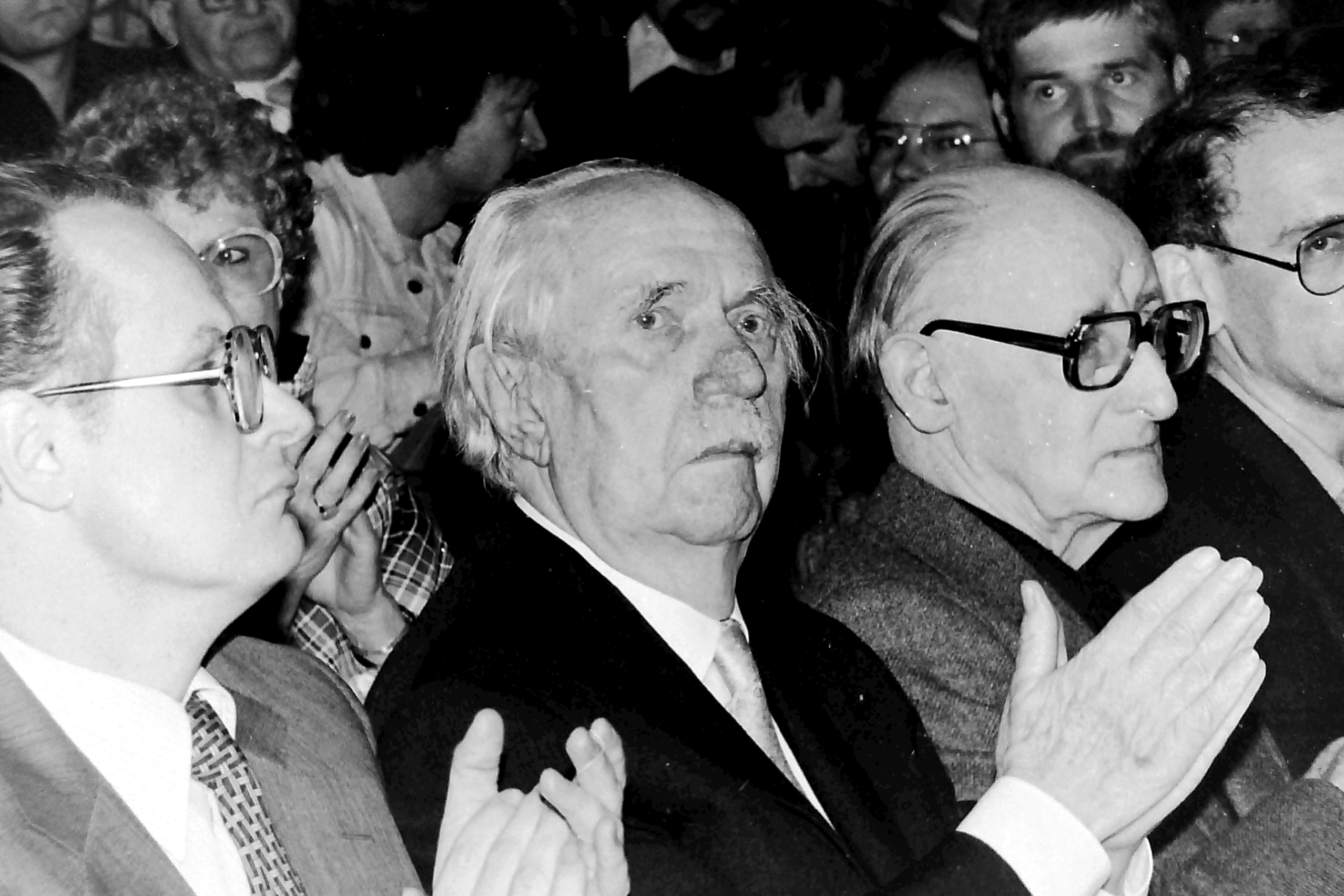
Verleihung der Carl-von-Ossietzky-Medaille 1979

Fritz Eberhard wurde auf dem Waldfriedhof Zehlendorf beigesetzt. Das Grab existiert nicht mehr.

### Entwicklung einer Fernsehabteilung beim SDR
Unter Fritz Eberhard entstand die erste Fernsehabteilung des SDR. Im Jahr 1952 beauftragte Eberhard den damals 31 Jahre alten, freien SDR-Hörfunkmitarbeiter Helmut Jedele mit den Vorbereitungen für eigene Fernsehproduktionen. Als Intendant strebte Eberhard danach, von der bestehenden Filmbranche und aus den technischen Problemen des NWDR, der mit der Fernsehausstrahlung bereits begonnen hatte, zu lernen. Außerdem verfolgte er die ehrgeizigen Ziele eines eigenen Stils, der sich auch in einer auf das Sendegebiet des SDR bezogenen Themenwahl widerspiegeln sollte.
Um die ersten Fernsehproduktionen umzusetzen, stellte Eberhard eine Gruppe junger Redakteure zusammen, die zuvor im Hörfunk gearbeitet hatten. Dieses Team ging von Anfang an neue Wege im Fernsehen: Im Sommer 1953 wurde am Bodensee probeweise der Fernsehspielfilm „Man erholt sich“ gedreht. Das Drehbuch stammte von Peter Adler und Martin Walser. Diese Fernsehproduktion rief bei den Hamburger Redakteuren des NWDR Empörung hervor, da das Werk auf Film gedreht wurde. Bisher hatten die Fernsehpioniere in Deutschland vor allem den Weg der Live-Übertragung beschritten, was sie als ihren eigenen Stil in Abgrenzung zum Kinofilm betrachteten. Die im Aufbau befindliche SDR-Fernsehredaktion war jedoch der Überzeugung, dass der Zuschauer Vergleiche mit dem gewohnten Kinofilm ziehen würde – und engagierten sich für eine zunehmende Qualität von Ton und Bild im Fernsehprogramm. Eberhard nahm als Intendant selbst regelmäßig an den Sitzungen des Fernsehteams teil und beteiligte sich an den Diskussionen.
Aus der ersten Gruppe junger Fernsehredakteure entwickelte sich im SDR eine feste Abteilung, die ab 1954 regelmäßig Produktionen zum gemeinschaftlichen Fernsehprogramm der deutschen Rundfunkanstalten beisteuerte. Anfangs wurden vor allem Tagesschau-Beiträge nach Hamburg zugeliefert, die der NWDR von dort aus ausstrahlte. Im Herbst 1954 war der SDR schließlich in der Lage, selbst Fernsehprogramme zu senden. Als weiterer Meilenstein des frühen Fernsehens unter Eberhard gilt der Start der Dokumentarfilmreihe Zeichen der Zeit im Jahr 1957.
Neben dem Aufbau einer Fernsehabteilung setzte Eberhard sich als Intendant des SDR für die Entwicklung des UKW-Radios ein. Daneben führte er regelmäßige Hörerbefragungen ein, um das Programm der Rundfunkanstalt besser am Publikum auszurichten.

## Werke
Artikel:
in der Sozialistischen Warte:
Unter dem Namen Fritz Kempf oder mit der Abk. „F. K.“ veröffentlichte er zwischen 1934 und 1939 71 Artikel.